# Xã Oakfield, Quận Audubon, Iowa
Xã Oakfield (tiếng Anh: Oakfield Township) là một xã thuộc quận Audubon, tiểu bang Iowa, Hoa Kỳ. Năm 2010, dân số của xã này là 314 người.